# Guaratinguetá (tiểu vùng)
Guaratinguetá là một tiểu vùng thuộc bang São Paulo, Brasil. Tiều vùng này có diện tích 2699 km², dân số năm 2007 là 373402 người.